# 史丹摩站
史丹摩站（英語：Stanmore tube station）是倫敦地鐵的一個車站，位於倫敦西北部的史丹摩地區。史丹摩站是朱比利線在北端的起點車站，開通於1932年12月10日，位於倫敦第5收費區。 